# Сьо Неі
Сьо Неі (яп. 尚寧; 1564 — 14 жовтня 1620) — 13-й ван Рюкю в 1588—1620 роках. Був останнім монархом, що мав абсолютну владу.

## Життєпис
Походив з Другої династії Сьо. Праправнуком Сьо Іко, спадкоємця трону, якого батько — ван Сьо Сін — позбавив цього статусу, передав володіння (удун) Ороку. Син Сьо І, 3-го удуна Ороку. Народився 1564 року. 1584 року втратив батька. Оженився на доньці вана Сьо Еі. Невдовзі був всиновлений останнім, а потім оголошений спадкоємцем трону. 1588 року успадкував владу.
В цей час поновилася небезпека з боку японського правителя Тойотомі Хідейосі, який почав планувати похід з підкорення Корейського півострова. Для наказав клану Сімадзу та вану Рюкю сплатити частину військових видатків (гун'яку), зокрема останній повинен був прислати рису на 7 тис. самураїв для їх годування протягом 10 місяців.
Втім Сьо Неі не вважав себе васалом Сімадзу або Тойотомі. В свою чергу він відправив посланця Сютацуро до мінського двору, де той попередив про японські плани. Разом з цим відправив посла до Тойотомі з вітанням щодо отримання посади кампаку та подарунком, погодившись сплатити половини гун'яку. Проте рису для військового походу ван так й не надіслав.
1598 року до Сьо Неі звернувся Токуґава Ієясу з проханням виступити посередником в перемовинах з імперією Мін для відновлення відносин з Китаєм, які погіршилися після Корейського походу Тойотомі, але ван Рюкю не відповів на це.
1605 року посланець до Китаю Ногуні Сокан привіз на Окінаву бульби батату, що швидко поширився по всім островам Рюкю.
1609 року для покращення управління островами Міяко і Яеяма було створено спеціальний орган — курамото, на чолі якого стояв дзайбан. Того ж року Шімадзу Іехіса за наказом бакуфу висадився на півночі острова Окінава. він атакував замок Накідзін, який обороняв спадкоємець трону Сьо Кокусі. Замок був захоплено, а Кокусі вбито. за цим було оточено замок Сбрі. Після декількох спроб прорвати облогу ван Рююк здався. Його було відправлено до Едо, де ван приніс клятву вірності сьогуну Токуґаві Хідетаді. Потім в Кагосімі приніс письмову клятву вірності (кісьомон) Шімадзу Іехісі, передавши тому острів Амамі Осіма та сусідні з ним дрібні острови (остаточно це сталося 1613 року), зобов'язавши сплачувати щорічну данину (кокудака) в 86086 коку. також встановлено «15 заборон», що закріплювали політичну і економічну фактичну владу Сімадзу над ванством Рюкю, обмежували контакти з Китаєм.
Лише у жовтні 1611 року Сьо Неі повернувся на Окінаву. До 1616 року він не мав фактичної влади. Представники Сімадзу звільнили з посад усіх не лояльних на їх думку японській владі, лише після цього передали владу вану. Сьо Неі помер 1620 року. Його поховано у замку Урасое. Трон спадкував його родич Сьо Хо.